# Friedrich Fangohr
Friedrich Fangohr, nemški general, * 12. avgust 1899, † 17. april 1956.